# Döntési szerepek a családban
A családon, illetve háztartáson belül megvalósuló közös gazdálkodás feltételezi a közös döntéshozatalt. A  legtöbb vásárlásról elmondható, hogy különféle érvek és ellenérvek ütköztetése, vásárlói szokások összehangolása során alakul ki a végső döntés.

## Döntési szerepek
Minél magasabb az érintettség (involvement) annál összetettebb folyamat zajlik le a döntés meghozatalakor. Ám a döntési szerepek akár a legegyszerűbb termékek vásárlásánál (low-involvement) is megfigyelhetőek. A tudatos marketing alkalmazása során kiemelten fontos ismerni, hogy egy családon, háztartáson belül ki melyik szerepet veszi fel, hiszen a szerepének megfelelő marketingtevékenységgel lehet egy termék, vagy szolgáltatás iránti érdeklődést, fokozni.

### Szerepek a döntéshozatalban
- Kezdeményező

Az a személy, aki kezdeményezi a vásárlást.
- Befolyásoló

A család, illetve háztartás azon személye, akinek véleménye befolyásolja a döntést. Ennek oka szakmai hozzáértés, tapasztalatból fakadó tudástöbblet, de akár a tisztelet is lehet. Fontos megjegyezni, hogy a családon belül a gyermekek egyre növekvő befolyással bírnak a döntéshozatal során.
- Döntéshozó

Az a személy, vagy személyek, akik a döntést meghozzák. Fontos kiemelni, hogy vannak közös döntések is például lakásvásárlás (férj+feleség), de a döntéshozatalba a gyermeket is egyre gyakrabban bevonják.
- Beszerző

Feladata a konkrét tranzakció lebonyolítása. netes rendelés, telefonos rendelés, üzletben végrehajtott vásárlás
- Használó

Szerepe szerint használja a terméket, szolgáltatást. Közvetlen haszonélvezője a döntési, vásárlási folyamat eredményének. Gyakran adódik olyan helyzet is, hogy szigorúan elkülönül a használó és vásárló személy például ajándékvásárlás

#### Televízióvásárlási példa
Nagymamának még a mai napig katódsugárcsöves televízió készüléke van. Anyuka javasolja, hogy karácsonyra vehetnének valamit a régi készülék helyett, de lehetőleg nem túl drágát. Anyuka ebben az esetben a kezdeményező.
Apuka elkezd nézelődni a bevásárláskor az üzletek polcain és az interneten is. Ám a hosszas nézelődés után fiuk véleményét is kikéri. Az ifjú 18 éves sokkal többet foglalkozik a technikai újdonságokkal, így apukának két márkát javasol, mert mindkettő ugyan azokat a folyadékkristályos paneleket tartalmazza, megbízhatóak, és kiterjedt garanciával rendelkeznek. A fiú ez esetben befolyásoló.
A termékek köre leszűkült, már csak három készülék közül kell választani. Apuka nem hajlandó 45.000 Forintnál többet költeni a készülékre, anyuka viszont a nagyobb képernyőjű készüléket választaná. Anya és apa közös döntést hoz, mint döntéshozó.
Apuka szól az öccsének, hogy legyen kedves beugrani a szomszédjukban lévő elektronikai áruházba, mert ott most jó áron juthatnak hozzá a készülékhez. Apuka öccse lesz a beszerző.
Karácsony után nagymama nagy élvezettel nézi kedvenc kvízműsorait a tiszta képet adó, tűéles, fényes vadonat új készülékén. A vásárlás haszonélvezőjeként az ő szerepe lesz a használó.

#### A példa marketing megközelítése
A technikai újdonságokkal, és előnyökkel mindenképp a fiút kell megkeresni, így neki kell olyan információkat elcsepegtetni, melyek alapján a megbízhatóságot, a korszerűséget, és a minőséget fogja kiemelni márkánkkal kapcsolatban. Anyukának célszerű felhívni a figyelmét a készülékcsere lehetőségére, és a most, szezonálisan elérhető kedvezményes árakra, kihagyhatatlan ajánlatokra. Apuka számára általános, összehasonlítási alapot nyújtó hirdetéseket érdemes mutatni, például reklámújságokat.
A család további tagjai a döntéshozatalban aktív szerepet nem vállaltak, így nagymamának és nagybácsinak is hiába reklámozzuk márkánkat, vagy termékünket, nem segítik a tranzakció létrejöttét.